# Krajner Imre
Hernádfai Krajner Imre (Esztergom, 1791. május 28. – Hahót-Alsófakos, Zala vármegye, 1875. október 5.) jogtörténész, 1832–1864 között a Magyar Tudományos Akadémia levelező tagja.

## Életútja
Jogi tanulmányait előbb magánúton végezte Győrben, majd Pesten. 1815-ben tette le ügyvédi vizsgáját, ezt követően gróf Festetics György titkára, 1825-től pedig gróf Festetics László jogtanácsosa és jószágigazgatója volt Keszthelyen. Élete során Zala vármegye táblabírójaként is tevékenykedett. Sírja a sümegi Városi temetőben található.
Felesége Asbóth Terézia (1797–1886) volt, akitől több gyermeke született:
- Krajner Laura (1823–1897), férje dr. Plósz Károly.
- Krajner Kornélia (1824–?), férje nemes Takách János (1810–1887).
- Krajner Ifigénia (1826–1915), férje baracskai Szűts Pál.
- Krajner Mária (1828–1903), férje magurai Augusz Károly (1816–1861).
- Krajner Helén (1829–1905), férje felsenbrunni Fontaine András, királyi ezredes.
- Dr. Krajner Emil (1832–1901) közjegyző, földbirtokos, neje Aiger Betti.

## Munkássága
Jogtörténeti kutatásai a középkori Magyar Királyság jogemlékeire irányultak, írásaiban a jogrendszer 11–14. századi alakulását tekintette át. Összehasonlító vizsgálatai során kísérletet tett a Szent István-i törvénycikkek nyugati forrásainak meghatározására, illetve a magyar közjog római és germán jogra visszavezethető elemeinek feltárására.
1832-ben a Magyar Tudós Társaság levelező tagjává választották, de 1864-ben tagságáról lemondott.

### Főbb művei
- Episkepsis juridica assertorum in ephemeribus Hesperus dictis circa oppositionem, repulsionem, reoccupationem etc. contentorum, quam dissertatione inaugurali occasione censurae pristaldalis elucubravit … 1815. Pest, Trattner, 1816, 30 p.
- A Feúdum előljáró zsengéje. in: Tudományos Gyűjtemény XIX. 1835. 3–54.
- A’ magyar nemes jószág’ természete Verbőczi koráig, tekintettel a’ külföldi jogokra. Pest, Trattner, 1843, 306 p.
- Die ursprüngliche Staatsverfassung Ungarns seit der Gründung des Königstums bis zum Jahre 1382. Wien, 1872, 764 p.